# Pandanus paludosus
Pandanus paludosus är en enhjärtbladig växtart som beskrevs av Elmer Drew Merrill och Lily May Perry. Pandanus paludosus ingår i släktet Pandanus och familjen Pandanaceae. Inga underarter finns listade.